# Grèves de l'industrie automobile française de 1982 à 1984
Les grèves de l'industrie automobile française de 1982 à 1984 sont des mouvements contestataires du milieu ouvrier de l'automobile survenus durant une période de mutation industrielle française. Elles marquent l'opinion par l'importance des travailleurs immigrés dans la grève, et par leurs revendications liées au racisme subi. Elles marquent un changement d'époque, avec un glissement du regard porté sur les travailleurs immigrés, désormais considérés à travers le prisme de leur religion, décrits comme intégristes. C'est le début de la confusion entre Islam, islamisme et intégrisme dans le débat politique français, thème qui est toujours présent depuis. C'est aussi de cette époque que date, selon Vincent Gay, le début de la disqualification des luttes ouvrières, et le renforcement de la qualification des musulmans français comme foncièrement différents.

## Contexte
D'autres grèves dans l'industrie automobile française ont eu lieu au début des années 1970, sur les questions des salariés, des cadences de travail, des classifications ou du respect du droit syndical. Ces grèves de l'industrie automobile française de 1969-1973 ont pour la plupart débouché sur des compromis ou des succès en faveur des grévistes, sur fond de croissance économique et de montée de la gauche. Durant cette période, l'industrie automobile est en pleine croissance et n'en profite pas pour se moderniser : elle augmente sa production en recrutant massivement des travailleurs immigrés, Marocains, Turcs et Yougoslaves. La main-d'œuvre immigrée est importante aussi dans les usines de Renault-Flins, Renault-Billancourt et les autres usines Simca et Talbot.
Le début des années 1980 voit l'instauration d'un régime économique néo-libéral et la disparition progressive des utopies soixante-huitardes. La question de l'intégration des immigrés dans le monde du travail est également à son paroxysme, et particulièrement dans l'industrie automobile ; très médiatisés, les ouvriers étrangers font l'objet d'une attention particulière propre à faire connaître leurs opinions de la population.
Au niveau international, l'industrie automobile change dès la fin des années 1970 à la suite de multiples rachats et de grandes restructurations : par exemple, Peugeot rachète Citroën puis Chrysler, ex-Simca. Les jours de chômage technique se font plus nombreux, les embauches régressent et les premiers licenciements collectifs surviennent. Fin 1980, l'usine Talbot de Poissy a perdu un quart de ses effectifs . Dès 1980, PSA perd de l'argent, suivi de Renault l'année suivante . La lutte contre l'absentéisme, la dégradation communicationnelle et des conditions de travail sont autant de changements qui sont introduits par les entreprises, et d'objets de colère pour les salariés. Les OS sont réduits à leur « spécialisation », imposée sur une base ethnique. Sur les 462 agents de maîtrise, 451 sont français et 9 européens.
Parallèlement, l'industrie automobile perd de sa vigueur, tandis que le choc pétrolier de 1979 fait monter les prix de l'essence. Le groupe PSA (Peugeot) voit ainsi sa part de marché en Europe tomber de 17,2 % à 12 % entre 1979 et 1982 .
Les deux usines, respectivement de Simca-Talbot et de Citroën, où ont lieu les deux premières grèves, ont la particularité d'être tenues par la confédération des syndicats libres (CSL), syndicat d'encadrement subventionné par la droite pour éliminer la CGT. Ce syndicat, quasi-obligatoire, est présent depuis les années 1950 pour l'une (sans aucune grève en 28 ans) et à la suite des évènements de 1968 pour l'autre. Ce syndicalisme encadre hiérarchiquement les travailleurs immigrés, exigeant cadeaux pour ses bons offices et distribuant primes et punitions. Vincent Gay le décrit comme un "syndicalisme de collaboration de classe, anti-communiste et proche de la droite" et partisan de l'ordre patronal. La CGT doit donc s'y implanter clandestinement, reprenant des méthodes de la Résistance. Parallèlement, les OS sont victimes d'une assignation ethnicisée à leurs postes de travail (l'assignation d'un travail à une personne en fonction de son origine). Les deux usines comptent de 50 % à 75 % de travailleurs étrangers à la fin des années 1970, mais l'arrivée de l'union de la gauche gauche au pouvoir en 1981 y fait progresser la CGT à 30,5 % chez Simca et motive la création d'une liste CGT à Citroën-Aulnay.
Enfin, les travailleurs maghrébins ont conservé leurs pratiques religieuses : ils prient sur le lieu de travail, souvent au milieu des chaînes, mais pendant le temps de pause. À l'usine Talbot de Poissy, une salle de prière est créée en 1978 comme mesure de régulation sociale.

## Grèves de 1982

### Déroulement
Le 22 avril 1982, l'usine de Citroën à Aulnay-sous-Bois subit une première grève sans préavis : l'équipe du soir debraie, rapidement suivie par toute l'usine. Le 26, la production est stoppée. Trois autres usines Citroën sont emmenées dans le mouvement durant les cinq semaines que dure la grève, à Levallois, Asnières et Saint-Ouen.
Les OS d'Aulnay rédigent un manifeste qui liste leurs revendications :
« Nous voulons tout simplement avoir les mêmes droits que tous les travailleurs :
- le respect de la dignité ;
- la liberté de parler avec qui nous voulons ;
- de prendre la carte du syndicat de notre choix ;
- de voter librement.

Nous voulons :
- choisir l’interprète de notre choix […] ;
- qu’on nous reconnaisse le droit de pensée et de religion différentes, par l’attribution d’une salle de prière et par des mesures adaptées aux périodes du ramadan ;
- des élections libres […] ;
- voter comme tous les autres travailleurs de ce pays […]

CHEZ CITROËN, LA LIBERTE ET LES DROITS DE L’HOMME DOIVENT TRIOMPHER »
L'usine est occupée par les cadres et les syndicalistes de la CSL. Les grévistes occupent donc, de manière très visible (et très rapidement investi par les reporters TV), le parking où ont lieu meetings où les imams interviennent et prières. Les discours sont parfois truffés d'invocations à Dieu, qui sont des tournures de phrases fréquentes en arabe et un signe de l'entre-soi, plus qu'un indice de religiosité. Vincent Gay considère que l'islam n'est donc pas un facteur de mobilisation, mais qu'il est présent dans l'usine au quotidien, et donc présent dans les revendications au même titre que d'autres éléments du quotidien de l'usine (interprètes ou conversation entre ouvriers). De plus, il n'y a pas de correspondance entre la religiosité des uns et leur implication dans la grève. Le relief donné à la religion tient au fait que la grève l'a rendue visible car les prières ont eu lieu sur le parking et ont été filmées par la télévision, et que la grève a donc rendu visible ce qui était auparavant confiné à l'intérieur de l'usine.
Après ces cinq semaines de manifestations, les ouvriers immigrés remportent leur « victoire » et un médiateur est nommé : Jean-Jacques Dupeyroux, professeur de droit (fondateur de la revue Droit social). Il met fin en douceur au système Citroën, avec, entre autres, le droit de joindre la 5e semaine de congés payés aux vacances d'été pour les travailleurs immigrés . 
La fin de la grève, le 1er juin, est suivie par le déclenchement de la grève de l'usine Simca de Poissy dès le lendemain, la première en 28 ans. Parmi les revendications, 400 F pour tous, 5e semaine accolée aux congés, 30 minutes pour le Ramadan.
Des affrontements violents éclatent entre grévistes, soutenus par la CGT, et le service d'ordre du syndicat maison, affilié à la Confédération des syndicats libres (CSL), un syndicat associant cadres et OS et fournissant colleurs d'affiches et parfois élus locaux à la droite et à l'extrême-droite , avec entre 40 et 100 blessés début juin . 
Nommé à nouveau médiateur par le ministre du Travail Jean Auroux, Dupeyroux permet de mettre fin au conflit et la reprise du travail le 5 juillet. Ses recommandations, soutenues par la CGT et acceptées par la direction, « sont proches de celles présentées chez Citroën, portant sur les droits et les libertés, la dignité des travailleurs, le droit syndical, la création de lieux de culte, les conditions de travail et enfin les modalités de reprise du travail. Pour les rémunérations, le blocage des prix et des salaires imposé par le gouvernement reporte au 1er novembre 1982 l’attribution d’une prime générale et d’une augmentation des taux. La médiation prévoit également la création de commissions, sur les salaires, les libertés, les carrières et la formation des OS.»
On note que les revendications liées à la religion sont insérées dans celles liées à la dignité, et qu'elles sont secondaires parmi les revendications salariales et portant sur les conditions de travail classiques. L'intégration de revendications liées au culte n'a pas été spontanée pour des syndicalistes CGT de culture athée, voire antireligieuse. Elle s'est faite sur deux bases :
- c'est une revendication de la majorité de la base ;
- et les prières au milieu des chaînes de production se font dans de mauvaises conditions de sécurité[1]

Dès son congrès du mois de juin 1982, la CGT intègre ces revendications spécifiques à son programme.

### Conséquences
Du fait de la raréfaction des troubles sociaux à l'époque, ces grèves sont exceptionnelles tant par leur durée que par leur influence « inter-marque », puisqu'un même mouvement se propage de Citroën à Talbot (l'usine Simca de Poissy ; c'est aussi une grève de travailleurs immigrés, qui marque l'opinion après une décennie de mobilisations (foyers Sonacotra, grève à Pennaroya et Billancourt, grèves de la faim contre les expulsions).
La teneur du discours est aussi particulière, puisqu'au-delà des revendications syndicales courantes (salaire, conditions de travail, etc.), les ouvriers demandent de la dignité et formulent des revendications liées à leur condition de travailleurs immigrés et à leur religion.
La CGT devint, dans le cas de Talbot-Poissy, le plus gros syndicat d'entreprise de la CGT en Île-de-France, avec 4 000 adhésions environ en un mois. Proportionnellement, l'accroissement est le même pour Citroën, avec 1 500 adhésions. En juin 1982, les élections professionnelles voient l'effondrement de la CSL, qui passe de 82 % à 33 % des voix dans les usines Citroën d'Ile-de-France, au profit de la CGT (9 à 57 %) et de la CFDT (6 %) .
Les changements de rapports de forces occasionnés par les grèves font l'objet d'une faille dans la solidité du nouveau système permettant une brève entrée en matière du communisme[pas clair], et, à plus grande échelle, de polémiques massives quant à la justification des actes des travailleurs immigrés.
Malgré les effets secondaires indésirés des grèves, elles ont permis aux ouvriers d'affirmer leur savoir-faire face à l'adoption en masse de l'automatisation de l'industrie, et particulièrement aux immigrés de défendre leur place au sein de la population ouvrière française. Le milieu des années 1980 voit par exemple l'avènement d'ouvriers militant notamment pour l'ouverture de lieux de culte sur leur lieu de travail.
Les grèves de 1982 sont parfois considérées comme une réapparition fugace des mouvements de 1968 dans le monde ouvrier.

## Grèves de 1983 et 1984
Dans la lignée des évènements de 1982, le groupe Peugeot commence de subir les effets d'une baisse notable de la production, bien que sa part de marché ait baissé de façon notable avant ces grèves (cf. supra) . En juillet 1983, le plan de restructuration menace 4 140 emplois à Talbot, 4 000 chez Peugeot et 4 500 chez Citroën.
Le 7 décembre 1983, les ouvriers de Talbot occupent l'usine pour protester ; les négociations aboutiront à une réduction du nombre de licenciements à 1 905. Mais le changement des clauses du licenciement collectif fait l'objet de conflits, d'autant que 80 % des licenciés se trouvent être des étrangers, et la majorité des autres étant originaires des DOM-TOM, confirmant la gestion ethnique du personnel. Les délégués de chaine sont aussi visés, avec 65 syndiqués licenciés. Les contestations se poursuivent durant tout le mois de décembre, parallèlement à la multiplication des désaccords au sein des syndicats. Cette fois, le syndicat maison (la CSL) intervient, soutenu par le parti d'extrême droite PFN. Les affrontements durent du 3 au 5 janvier. Les ouvriers occupant l'usine doivent appeler la police qui les évacue ; les nervis de la direction les accablent d'injures racistes à leur sortie « les Arabes au four, de les Noirs à la mer »,.
Début 1984, Citroën connaît un scénario semblable, en moins violent : en mai, quatre de ses usines sont occupées (à Aulnay, Levallois, Nanterre et Asnières). Dans un premier temps, l'entreprise refuse l'abaissement à 2417 licenciements, mais cède sur 1909 durant l'été, contre quelques modifications du plan social. Les nouvelles tentatives de protestation contre les licenciements sont vaines.
Pour le gouvernement, les évènements de l'hiver 1983-1984 est un possible modèle pour les restructurations industrielles à venir. Ils font d'ailleurs l'objet de la nouvelle loi sur l'immigration du 17 juillet 1984.

## Réception publique et analyses

### Printemps 1982
Dans un premier temps, les grèves de 1982 et leur issue favorable aux intérêts des ouvriers immigrés est vue et célébrée comme une victoire par l'ensemble de la gauche française, partis, syndicats et presse. Mais si la CGT intègre rapidement la revendication du droit et des moyens d'exercer son culte, la CFDT minimise la place de la religion dans le conflit, et s'élève contre l'achat de la paix sociale. D'autres syndicats sont neutres ou intègrent la revendication.
Les associations d'encadrement des immigrés marocains distribuent des tracts où figurent des rappels à l'ordre, au nom de l'incompatibilité entre l'islam et le communisme, et au nom de la fidélité au Maroc et à son souverain Hassan II.

### Analyses courant 1982
Les milieux patronaux et de droite produisent des analyses qui reprennent des éléments du répertoire classique de description des grèves dans ces milieux qui leur sont hostiles, en y ajoutant une nouvelle dimension liée à la religion musulmane, dans le contexte de la révolution iranienne. C'est ainsi que des notes décrivent une CGT qui fait régner la terreur par la violence, en manipulant les musulmans. Cette manipulation reposerait sur la rencontre entre deux fanatismes, entre la violence syndicale et la violence musulmane intrinsèque, et s'appuierait sur l'antisémitisme consubstantiel à l'islam. Le tout menant à la guerre civile. L'islam devient donc un problème dans les milieux patronaux. Ces notes sont communiquées au gouvernement, et parviennent aux syndicats. Ces analyses rencontrent celles des Renseignements généraux : dans une note de janvier 1983 revenant sur la grève, la vision policière propre à cette institution insiste sur l'influence des opposants à Hassan II et des réseaux religieux dans le déroulement de la grève. Ce qui ressort de cette note, transmise au ministre de l'Intérieur, c'est la peur du parti de l'étranger et le lien fait entre immigration, religiosité, intégrisme et le risque de déstabilisation de la France.

### Débat en 1983
Lors des grèves de 1983 contre les licenciements, les ministres font plusieurs déclarations mettant en cause l'influence religieuse sur les ouvriers immigrés. D'abord Gaston Defferre, ministre de l'Intérieur, puis Pierre Mauroy (« les principales difficultés sont posées par des travailleurs immigrés […] agités par des groupes religieux et politiques qui se déterminent en fonction de critères ayant peu à voir avec les réalités sociales françaises ») et surtout Jean Auroux, ministre du Travail, tout au long du mois de février. Dans ces discours, une frontière artificielle est tracée entre ouvriers musulmans et ouvriers français, les premiers étant suspectés de se déterminer en fonction d'intérêts différents, liés à leurs origines, et de constituer des ennemis de l'intérieur. Cette thématique est largement reprise par la presse de droite, l'humoriste Thierry Le Luron et la télévision. Le RPR axe sa campagne aux élections municipales de 1983 sur l'alliance de la faucille et du Coran.

## Chronologie
- 14 et 21 mars 1982.: les élections cantonales gagnées par la droite, qui progresse de 6 points;
- 22 avril 1982: 1ère grève sans préavis 0 l'usine de Citroën à Aulnay-sous-Bois
- 1er juin: déclenchement d'une grève à l'usine Talbot de Poissy;
- 3 janvier 1983: article dans L’Expansion intitulé "L’automobile otage de ses immigrés, comment la CGT récupère la révolte des musulmans";
- 26 janvier 1983: sur Europe 1, Gaston Defferre dénonce le rôle « d’intégristes et de chiites » dans ces grèves
- 28 janvier 1983: Interview de Pierre Mauroy à Nord-Éclair[7];
- janvier 1983: d'autres ministres socialistes stigmatisent les appartenances islamiques d'unr part des populations immigrées;
- 2 février: Le  Monde relate que des ouvriers se sont empoignés et des coups sont partis à l'usine d'Aulnay-sous-Bois[8];
- février 1983: déclarations de Jean Auroux, ministre du Travail;
- mars 1983: élections municipales de 1983: le RPR fait campagne sur l'alliance de la faucille et du Coran;
- mars 1983: Le Pen au conseil du 20e arrondissement de Paris;
- juillet 1983: un plan de restructuration menace 4 140 emplois à Talbot, 4 000 chez Peugeot et 4 500 chez Citroën;
- septembre 1983: le FN obtient 17 % des suffrages au 1er tour d’une élection partielle à Dreux
- 15 octobre au 3 décembre 1983:
- 7 décembre 1983, les ouvriers de Talbot occupent l'usine;
- 3 au 5 janvier 1984: affrontements dans l'usine Talbot de Poissy;